# Chelanops
Genre
Synonymes
- Stigmachernes Beier, 1957

Chelanops est un genre de pseudoscorpions de la famille des Chernetidae.

## Distribution
Les espèces de ce genre se rencontrent au Chili, en Argentine, aux États-Unis en Floride et à Tristan da Cunha.

## Liste des espèces
Selon Pseudoscorpions of the World (version 3.0) :
- Chelanops affinis Banks, 1894
- Chelanops atlanticus Beier, 1955
- Chelanops coecus (Gervais, 1849)
- Chelanops gracilipalpus Mahnert, 2011
- Chelanops gracilipes Mahnert, 2011
- Chelanops insularis Beier, 1955
- Chelanops kuscheli Beier, 1955
- Chelanops occultus Beier, 1964
- Chelanops pugil Beier, 1964
- Chelanops skottsbergi (Beier, 1957)

## Publication originale
- Gervais, 1849 : Aracnidos. Historia Fisica y Politica de Chile, Zoologia, Claudio Gay and Museo de Historia Naturel de Santiago, Paris and Santiago, vol. 4, p. 5-17.